# Камбуле, Беатрис
Беатрис Камбуле (фр. Béatrice Kamboulé; род. 25 февраля 1980) — легкоатлетка из Буркина-Фасо, специалистка по прыжкам в длину, тройным прыжкам, спринту, барьерному бегу, многоборьям. Выступала на профессиональном уровне в 1999—2011 годах, обладательница бронзовой медали Всеафриканских игр, трёхкратная бронзовая призёрка Игр франкофонов, победительница первенств национального значения, участница чемпионата мира в Тэгу.

## Биография
Беатрис Камбуле родилась 25 февраля 1980 года.
Впервые заявила о себе в лёгкой атлетике на международном уровне в сезоне 1999 года, когда вошла в состав национальной сборной Буркина-Фасо и выступила на юниорском африканском первенстве в Тунисе, где стала восьмой в прыжках в длину и четвёртой в тройных прыжках.
В 2001 году на чемпионате Буркина-Фасо в Уагадугу одержала победу в прыжках в длину и тройных прыжках.
В 2002 году на чемпионате Африки в Радесе заняла в тех же дисциплинах 12-е и 4-е места соответственно.
В 2003 году среди прочего прыгала тройным на Всеафриканских играх в Абудже — показала пятый результат.
На чемпионате Африки 2004 года в Браззавиле была седьмой в прыжках в длину и шестой в эстафете 4 × 100 метров.
В 2005 году на Играх франкофонов в Ниамее завоевала бронзовые награды в тройном прыжке и в эстафете 4 × 100 метров, тогда как в зачёте бега на 100 метров с барьерами в финал не вышла.
На чемпионате Африки 2006 года в Бамбусе стала шестой в тройных прыжках, в то время как в прыжках в длину провалила все свои попытки и осталась без результата.
В 2007 году на Всеафриканских играх в Алжире финишировала четвёртой в 100-метровом барьерном беге, заняла седьмое место в тройном прыжке, взяла бронзу в семиборье.
На чемпионате Африки 2008 года в Аддис-Абебе показала седьмой результат в эстафете 4 × 100 метров, досрочно завершила выступление в семиборье.
В 2009 году выиграла бронзовую медаль в семиборье на Играх франкофонов в Бейруте.
В 2010 году бежала 100 метров с барьерами на чемпионате Африки в Найроби, в финальном забеге сошла с дистанции.
Благодаря череде удачных выступлений в 2011 году удостоилась права защищать честь страны на чемпионате мира в Тэгу — на предварительном квалификационном этапе 100-метрового барьерного бега показала время 13,76, чего оказалось недостаточно для выхода в следующую стадию соревнований.